# PTT Pattaya Open
A PTT Pattaya Open egy tenisztorna nők számára, amelyet minden év februárjában rendeznek meg Pattajában, Thaiföldön. A mérkőzéseket szabadtéren, kemény borítású pályákon játsszák. A torna International kategóriájú, összdíjazása 220 000 amerikai dollár. A bajnok 280 ranglistapontot és 40 ezer dollárt kap, míg a döntős 200 ponttal és 19 ezer dollárral gazdagodik.
1991–1992 és 2001–2003 között Tier V-ös, 1993-tól 2000-ig Tier IV-es kategóriájú verseny volt, amelyet  2005-ben, egy év kihagyása után ismét Tier IV-es versennyé léptettek elő. 2009-től tartozik az International tornák közé.
A legelső versenyt 1991-ben rendezték meg, amelyen Yayuk Basuki diadalmaskodott. Jelenlegi címvédő a szlovák Daniela Hantuchová.

## Győztesek

### Egyéni
| Év   | Győztes              | Ellenfél a döntőben   | Eredmény a döntőben |                    |
| ---- | -------------------- | --------------------- | ------------------- | ------------------ |
| 1991 | Yayuk Basuki         | Szavamacu Naoko       | 6–2, 6–2            |                    |
| 1992 | Sabine Appelmans     | Andrea Strnadová      | 7–5, 3–6, 7–5       |                    |
| 1993 | Yayuk Basuki         | Marianne W. Witmeyer  | 6–3, 6–1            |                    |
| 1994 | Sabine Appelmans     | Patty Fendick         | 6–7(5), 7–6(5), 6–2 |                    |
| 1995 | Barbara Paulus       | Ji Csing-csien        | 6–4, 6–3            |                    |
| 1996 | Ruxandra Dragomir    | Tamarine Tanasugarn   | 7–6(4), 6–4         |                    |
| 1997 | Henrieta Nagyová     | Dominique van Roost   | 7–5, 6–7(6), 7–5    |                    |
| 1998 | Julie Halard-Decugis | Li Fang               | 6–1, 6–2            |                    |
| 1999 | Magdalena Maleeva    | Anne Kremer           | 4–6, 6–1, 6–2       |                    |
| 2000 | Anne Kremer          | Tatyjana Panova       | 6–4, 6–1            |                    |
| 2001 | Patty Schnyder       | Henrieta Nagyová      | 6–0, 6–4            |                    |
| 2002 | Angelique Widjaja    | Cho Yoon-jeong        | 6–2, 6–4            |                    |
| 2003 | Henrieta Nagyová     | Ľubomíra Kurhajcová   | 6–4, 6–2            |                    |
| 2004 | Nem rendezték meg.   | Nem rendezték meg.    | Nem rendezték meg.  | Nem rendezték meg. |
| 2005 | Conchita Martínez    | Anna-Lena Grönefeld   | 6–3, 3–6, 6–3       |                    |
| 2006 | Sahar Peér           | Jelena Kostanić Tošić | 6–3, 6–1            |                    |
| 2007 | Sybille Bammer       | Gisela Dulko          | 7–5, 3–6, 7–5       |                    |
| 2008 | Agnieszka Radwańska  | Jill Craybas          | 6–2, 1–6, 7–6(4)    |                    |
| 2009 | Vera Zvonarjova      | Szánija Mirza         | 7–5, 6–1            |                    |
| 2010 | Vera Zvonarjova      | Tamarine Tanasugarn   | 6–4, 6–4            |                    |
| 2011 | Daniela Hantuchová   | Sara Errani           | 6–0, 6–2            |                    |
| 2012 | Daniela Hantuchová   | Marija Kirilenko      | 6–7(4), 6–3, 6–3    |                    |
| 2013 | Marija Kirilenko     | Sabine Lisicki        | 5–7, 6–1, 7–6(1)    |                    |
| 2014 | Jekatyerina Makarova | Karolína Plíšková     | 6–3, 7–6(7)         |                    |
| 2015 | Daniela Hantuchová   | Ajla Tomljanović      | 3–6, 6–3, 6–4       |                    |

### Páros
| Év   | Bajnokok                               | Ellenfelek a döntőben                      | Eredmény a döntőben |                    |
| ---- | -------------------------------------- | ------------------------------------------ | ------------------- | ------------------ |
| 1991 | Mijagi Nana Suzanna Wibowo             | Hiraki Rika Nisija-Kinosita Akemi          | 6–1, 6–4            |                    |
| 1992 | Isabelle Demongeot Natalija Medvegyeva | Pascale Paradis-Mangon Sandrine Testud     | 6–1, 6–1            |                    |
| 1993 | Cammy MacGregor Catherine Suire        | Patty Fendick Meredith McGrath             | 6–3, 7–6(3)         |                    |
| 1994 | Patty Fendick Meredith McGrath         | Yayuk Basuki Mijagi Nana                   | 7–6(0), 3–6, 6–3    |                    |
| 1995 | Jill Hetherington Kristine Kunce       | Kristin Godridge Mijagi Nana               | 2–6, 6–3, 6–4       |                    |
| 1996 | Szaeki Miho Josida Juka                | Tina Križan Mijagi Nana                    | 6–3, 7–5            |                    |
| 1997 | Kristine Kunce Corina Morariu          | Florencia Labat Dominique van Roost        | 6–3, 6–4            |                    |
| 1998 | Julie Halard-Decugis Els Callens       | Aleksandra Olsza Hiraki Rika               | 3–6, 6–2, 6–2       |                    |
| 1999 | Åsa Svensson Émilie Loit               | Jevgenyija Kulikovszkaja Patricia Wartusch | 6–1, 6–4            |                    |
| 2000 | Yayuk Basuki Caroline Vis              | Tina Križan Katarina Srebotnik             | 6–3, 6–3            |                    |
| 2001 | Asa Carlsson Iroda Tuljaganova         | Liezel Huber Wynne Prakusya                | 4–6, 6–3, 6–3       |                    |
| 2002 | Kelly Liggan Renata Voráčová           | Lina Krasznoruckaja Tatyjana Panova        | 7–5, 7–6(5)         |                    |
| 2003 | Li Ting Szun Tien-tien                 | Wynne Prakusya Angelique Widjaja           | 6–4, 6–3            |                    |
| 2004 | Nem rendezték meg.                     | Nem rendezték meg.                         | Nem rendezték meg.  | Nem rendezték meg. |
| 2005 | Marion Bartoli Anna-Lena Grönefeld     | Marta Domachowska Silvija Talaja           | 6–3, 6–2            |                    |
| 2006 | Li Ting Szun Tien-tien                 | Jen Ce Cseng Csie                          | 3–6, 6–1, 7–6(5)    |                    |
| 2007 | Nicole Pratt Mara Santangelo           | Csan Jung-zsan Csuang Csia-zsung           | 6–4, 7–6(4)         |                    |
| 2008 | Csan Jung-zsan Csuang Csia-zsung       | Hszie Su-vej Vania King                    | 6–4, 6–3            |                    |
| 2009 | Jaroszlava Svedova Tamarine Tanasugarn | Julija Bejhelzimer Vitalija Gyjacsenko     | 6–3, 6–2            |                    |
| 2010 | Marina Eraković Tamarine Tanasugarn    | Anna Csakvetadze Kszenyija Pervak          | 7–5, 6–1            |                    |
| 2011 | Sara Errani Roberta Vinci              | Szun Seng-nan Cseng Csie                   | 3–6, 6–3, [10–5]    |                    |
| 2012 | Szánija Mirza Anastasia Rodionova      | Csan Hao-csing Csan Jung-zsan              | 3–6, 6–1, [10–8]    |                    |
| 2013 | Date Kimiko Casey Dellacqua            | Akgul Amanmuradova Alekszandra Panova      | 6–3, 6–2            |                    |
| 2014 | Peng Suaj Csang Suaj                   | Alla Kudrjavceva Anastasia Rodionova       | 3–6, 7–6(5), [10–6] |                    |
| 2015 | Csan Hao-csing Csan Jung-zsan          | Aoyama Shuko Tamarine Tanasugarn           | 2–6, 6–4, [10–3]    |                    |